# Герб на Враца
Гербът на Враца е създаден през 1967 г. Негов автор е художникът Любен Орозов, който печели национален конкурс.

## Композиция
Гербът представлява стилизиран старобългарски (варяшки) щит. Върху него се намира графично стилизиран природния феномен, от който носи името си града, – прохода Вратцата. Два топографски триъгълника изобразяват отвесните скали, между които се вие пътят на прохода. Възходящата линия на пътя дадена в перспектива символизира подема на града. Гербът е увенчан със зидова корона, чийто смисъл е, че градът е крепост от древни времена.
Девизът „Град като Балкана – древен и млад“ отразява славното минало на Враца като стара българска твърдина и новото му настояще.